# Deutsche Handballmeisterschaft (Frauen) 1958
Die erste offizielle Deutsche Meisterschaft im Hallenhandball der Frauen 1958 wurde am 15. und 16. März 1958 in der Wintersporthalle in Frankfurt am Main ausgetragen. Die Meister der Regionalverbände Süd, West, Nord und Berlin sowie zwei Vertreter des veranstaltenden Regionalverbands Südwest hatten sich für die Endrunde qualifiziert. Die sechs Mannschaften spielten zunächst in zwei Gruppen. Die jeweils zwei Bestplatzierten zogen in das Halbfinale ein, die beiden Gruppenletzten bestritten das Spiel um Platz fünf. Deutscher Meister wurde der Hamburger Verein Eimsbütteler TV.

## Teilnehmer
- SSC Südwest Berlin (Meister Berlin)
- Eimsbütteler TV (Meister Nord)
- Post SV München (Meister Süd)
- TV Vorwärts Frankfurt (Meister Südwest)
- SV Phönix Ludwigshafen (Vizemeister Südwest)
- SV 04 Düsseldorf (Meister West)

## Spielergebnisse

### Vorrunde
Gruppe A

Post SV München – TV Vorwärts Frankfurt 3:0

SV 04 Düsseldorf – Post SV München 3:2

SV 04 Düsseldorf – TV Vorwärts Frankfurt 6:1

| Rang | Verein                | Spiele | Tore | Punkte |
| ---- | --------------------- | ------ | ---- | ------ |
| 1    | SV 04 Düsseldorf      | 2      | 9:3  | 4:0    |
| 2    | Post SV München       | 2      | 5:3  | 2:2    |
| 3    | TV Vorwärts Frankfurt | 2      | 1:9  | 0:4    |

Gruppe B

Eimsbütteler TV – SV Phönix Ludwigshafen 10:1

Eimsbütteler TV – SSC Südwest Berlin 7:1

SSC Südwest Berlin – Phönix Ludwigshafen 2:2

| Rang | Verein                 | Spiele | Tore | Punkte |
| ---- | ---------------------- | ------ | ---- | ------ |
| 1    | Eimsbütteler TV        | 2      | 17:2 | 4:0    |
| 2    | SSC Südwest Berlin     | 2      | 3:9  | 1:3    |
| 3    | SV Phönix Ludwigshafen | 2      | 3:12 | 1:3    |

### Spiel um Platz 5
- TV Vorwärts Frankfurt – Phönix Ludwigshafen 5:1 (2:0)

### Halbfinale
- Eimsbütteler TV – Post SV München 3:1 (0:1)
- SV 04 Düsseldorf – SSC Südwest Berlin 7:2 (2:0)

### Spiel um Platz 3
- Post SV München – SSC Südwest Berlin 7:2 (2:0)

### Finale
- Eimsbütteler TV – SV 04 Düsseldorf 6:0 (3:0)